# Hilarempis simillima
Hilarempis simillima är en tvåvingeart som beskrevs av Collin 1928. Hilarempis simillima ingår i släktet Hilarempis och familjen dansflugor. Inga underarter finns listade i Catalogue of Life.